# Mike Roy
Pour les articles homonymes, voir Roy.
Mike Roy né le 22 janvier 1921 au Québec et mort le 25 mars 1996 à Springfield dans l'État de Virginie, est un auteur de bande dessinée canadien.

## Biographie
Joseph Michel Roy nait le 22 janvier 1921 dans le nord du Québec près de la Baie James. Il suit des études d'art à la High School of Industrial Art. À partir de 1940, il travaille pour des éditeurs américains de comic books où il anglicise son prénom et signe Mike Roy.
Il devient assistant de Bill Everett sur sa série Sub-mariner publiée par Atlas Comics. Il s'enrôle dans l'armée en décembre 1942, à l'entrée des États-Unis dans la Seconde Guerre mondiale. et participe au débarquement de Normandie. Le français étant sa langue natale, il devient interprète militaire en France et en Belgique. À la fin de la guerre, il termine ses études à l'Institut Pratt de New York
Il est ensuite engagé par le studio Funny Inc. qui produit des comics pour plusieurs éditeurs. C'est ainsi que son nom se retrouve sur des récits publiés par Holyoke Publishing, MLJ, DC Comics, etc. Par la suite il travaille pour Lev Gleason Publications. De 1948 à 1951, il dessine la planche dominicale de The Saint sur un texte rédigé par Leslie Charteris lui-même et publiée dans le New York Herald Tribune. Au début des années 1950, il se spécialise un temps dans les romance comics puis est engagé par la Western Publishing dont les comics sont publiés par Dell Comics puis par Gold Key Comics, filiale de la Western. Il y dessine, entre autres, les aventures de Daniel Boone. En 1955, il crée la série Ken Winston (Private Eye) avec le scénariste Jerry Siegel, et dans le même temps, Nero Wolfe.
À partir des années 1960, il produit plusieurs strips : Akwas et Indian Lore and Crafts, publiés le dimanche et Hoss Laffs, publié quotidiennement. Le personnage principal d'Akwas, est un guerrier iroquois et l'action se situe avant l'arrivée des européens en Amérique. Mike Roy, qui porte un grand intérêt aux premières nations, y reconstitue avec minutie leurs coutumes. Au Québec, sa province natale, la page est publiée dans Le Petit Journal d'août 1964 à avril 1965.
Mike Roy s'oriente par la suite vers le comics éducatif pour Custom Comic Services.
Sa dernière œuvre publiée est Screaming Eagle sur un scénario de Scott Deschaine, un album de 300 pages édité par Discovery Comics, qui raconte la conquête de l'Ouest de point de vue des peuples autochtones. L'album parait en 1998, deux ans après sa mort, le 25 mars 1996,.